# Vägraset vid Småröd
Vägraset vid Småröd var ett av efterkrigstidens många jordskred i Västsverige.
Raset inträffade vid sjutiden på kvällen den 20 december 2006 och omfattade ett flera hundra meter långt och brett område längs med Taske å, precis söder om husen i Småröd. Det drabbade nya E6, gamla E6, järnvägen Bohusbanan och järnvägsmuseet Chateau Småröd Museum. Vägarna och järnvägen har återuppbyggts men järnvägsmuseet har rivits. Trots omfattningen av raset blev ingen allvarligt skadad. De flesta hade lämnat sjukhuset följande dag.
Jordskredet skedde i sydligaste delen av Foss församling och Munkedals kommun, några kilometer söder om centralorten Munkedal, strax norr om gränsen mot Skredsviks församling och Uddevalla kommun, där motorvägsdelen av E6 söderifrån då tog slut och övergick i den gamla vägen. Motorvägsbygge med stora jordarbeten pågick i området. Enligt de första utredningsrapporterna, berodde raset troligtvis på att man vid rasplatsen lagrat för stora mängder av fyllnadsmassor, som "tryckte i gång" det underliggande lerlagret. Statens Haverikommission har publicerat en definitiv rapport kring orsaker samt hur räddningsarbetet har gått till.
Vägraset fick till följd att trafiken fick ta andra vägar. Godstrafiken med lastbil fick ta en flera mil lång omväg om Dalsland. Ersättningsbussar för lokaltågen på Bohusbanan, samt övrig biltrafik fick ta en smal och krokig omväg via Skredsvik, alternativt färjeleden mellan Finnsbo och Skår och via Stångenäset.
Då raset innebar stora ekonomiska merkostnader för de flesta som på något sätt drabbades, tillstyrkte staten en extremt snabb återuppbyggnad av både E6 och Bohusbanan. Redan efter ett par månader hade man gjort geologiska undersökningar av området, schaktat bort farliga lermassor, fyllt igen med bättre material samt återuppbyggt vägen. Med tanke på att platsen redan innan raset var en vägarbetsplats, var det kort efter återöppnandet svårt för vägtrafikanter att se att det hade inträffat ett ras.
Parallellt arbetade Banverket med att återuppbygga Bohusbanan. Man byggde även upp den bit av Taske å som hade dämts upp av rasmassor och orsakat en mindre sjö.
Den 15 februari 2007 kunde E6 öppnas igen i en provisorisk sträckning. Den 24 februari 2007 öppnades åter Bohusbanan; 150 meter ny banvall hade då byggts strax öster om den gamla. Både den 15 och 24 februari var det ceremonier vid återinvigningarna med infrastrukturminister Åsa Torstensson och andra högt uppsatta.
Den 14 juni 2008 öppnades en ny del av motorvägen på E6 och inga spår syns längre efter raset längs med vägen.